# Astragalus quettensis
Astragalus quettensis — вид квіткових рослин бобових (Fabaceae).
Вид описано з національного парку Хазарганджі-Чілтан поблизу Кветти, Белуджистан. Новий вид споріднений із Astragalus mirabilis. Новий вид характеризується 5–31 мм завдовжки лінійно-ланцетної форми, складчастими листочками по 9–13 пар. Суцвіття з 2–3 квітками 1–3 см завдовжки, густо вкритими брудно-білими розлогими волосками 3,5-5,5 мм завдовжки. Віночок білий і жовтувато-зелений. Біб запушений 22–26 × 13–18 мм з довжиною стрижня 3–4 мм.